# Glenea dorsaloides
Glenea dorsaloides là một loài bọ cánh cứng trong họ Cerambycidae.